# Pirque
Pirque é uma comuna da Região Metropolitana de Santiago pertencente da Província de Cordillera, localizada a 2,8 km de Puente Alto e a 21,3 km do centro de Santiago de Chile. Segundo o Instituto Nacional de Estatísticas se consideran os setores urbanizados do norte esta, parte da conurbação da Grande Santiago.